# Viscount Netterville
Viscount Netterville war ein erblicher britischer Adelstitel in der Peerage of Ireland.
Der Titel wurde am 3. April 1622 von König Jakob I. für dessen irischen Höfling Nicholas Netterville, Gutsherr von Douth im County Meath, geschaffen.
Nachdem am 15. März 1826 mit seinem Ururenkel, dem kinderlosen 6. Viscount, die Hauptlinie der Familie ausstarb, fiel der Titel zunächst an einen entfernten Verwandten, der 1834 als 7. Viscount bestätigt wurde, und bei dessen kinderlosem Tod 1854 an einen weiteren entfernten Verwandten, der 1867 als 8. Viscount bestätigt wurde (beide waren Nachkommen jüngerer Söhne des 1. Viscounts). Als Letzterer am 7. April 1882 ohne männliche Erben starb, erlosch der Titel.

## Liste der Viscounts Netterville (1622)
- Nicholas Netterville, 1. Viscount Netterville (1581–1654)
- John Netterville, 2. Viscount Netterville († 1659)
- Nicholas Netterville, 3. Viscount Netterville († 1689)
- John Netterville, 4. Viscount Netterville (1673–1727)
- Nicholas Netterville, 5. Viscount Netterville (1708–1750)
- John Netterville, 6. Viscount Netterville (1744–1826)
- James Netterville, 7. Viscount Netterville (1773–1854)
- Arthur Netterville, 8. Viscount Netterville (1800–1882)